# 师陀
师陀（1910年3月10日—1988年10月7日），中国现代作家，原名王长简，1946年以前用笔名芦焚，还曾用笔名君西，康了斋等。

## 生平与创作
师陀生于河南杞县，因为喜爱评话而对文学发生了兴趣，在开封读中学时即爱好文学。1931年高中毕业后赴北平谋生。九一八事变发生后，即参加反帝大同盟，进行救亡宣传工作。1932年1月他以芦焚为笔名（英文“暴徒”（ruffian）的音译）在丁玲主编的《北斗》杂志上发表了第一篇小说《请愿正篇》，不久又在《文学月报》上发表了姊妹篇《情愿外篇》。1932年，他与汪金丁、徐盈创办了文学杂志《尖锐》。1936年秋，从北平到上海。1937年他的第一个短篇小说集《谷》因艺术风格独特曾获得《大公报》文艺奖金。
抗日战争爆发后，师陀长期蛰居于日军占领的上海，和巴金、卞之琳结下深厚友谊。他写下了以战时上海为背景的长篇小说《结婚》和散文集《上海手札》，展现了一个经济凋敝、满目疮痍、贫富悬殊、底层人艰难求生的上海景象。1941年至1947年，任苏联上海广播电台文学编辑。1946年因发现有人冒用芦焚笔名发表作品，故改以师陀为笔名，同年发表《果园城记》。他还写有长篇小说《结婚》等。相继任过上海戏剧学校教员、上海文华电影制片公司特约编辑，写过电影剧本。
中华人民共和国成立后，师陀历任上海出版公司总编辑、上海电影剧本创作所编剧。1950年曾将朋友沈从文的《边城》改编为电影剧本，但并未开拍。五十年代师陀曾到河南、山东、东北各地访问，写下的作品主要收入《石匠》集中。1957年后一直是作协上海分会专业作家。60年代初期，曾专注于历史小说和历史剧的创作，发表了历史话剧《西门豹》、独幕喜剧《伐竹记》和历史小说《西门豹的遭遇》，其中伐竹记获得李健吾等人的好评。

## 主要作品

### 中长篇小说
- 《无望村的馆主》（1941）
- 《結婚》(1947)
- 《馬蘭》(1948)
- 《历史无情》（1951）

### 短篇小说集
- 《谷》(1936)
- 《里门拾记》(1937)
- 《无名氏》（1939）
- 《果园城记》(1946)
- 《石匠》(1955)

### 散文集
- 《黃花苔》(1937)
- 《上海手札》（1941）
- 《保加利亚行记》（1960）
- 《山川﹑历史、人物》(1979)